# Бриз (Француска)
Бриз (фр. Bruz) је насељено место у Француској у региону Бретања, у департману Ил и Вилен.
По подацима из 2011. године у општини је живело 16.612 становника, а густина насељености је износила 554,66 становника/km².

## Демографија
| 1962. | 1968. | 1975. | 1982. | 1990. | 2011.  |
| ----- | ----- | ----- | ----- | ----- | ------ |
| 4.213 | 5.969 | 7.281 | 7.856 | 8.114 | 16.612 |